# Triclistus congener
Triclistus congener là một loài tò vò trong họ Ichneumonidae.